# Conus striatulus
Espèce
Conus striatulus est une espèce fossile de mollusques gastéropodes marins de la famille des Conidae.

## Taxonomie

### Publication originale
L'espèce Conus striatulus a été décrite pour la première fois en 1814 par le naturaliste italien Giovanni Battista Brocchi,.